# Jannik Rundholdt
Jannik Rundholdt (født 1970'erne i København) er en fiktiv dansk vlogger, YouTuber, freestyle-rapper, og musiker. Jannik bliver spillet af den danske komiker Anders Matthesen.
Rundholdt har haft en hurtigt voksende karriere på Youtube med sine succesfulde videoer og indgik den 22. august 2017 en aftale med Splay Danmark hvor de begyndte at distribuere hans videoer. Han er muligvis mest kendte for at have roastet de nominerede til Årets Youtuber som presenter til Guldtuben 2017 den 9. september, 2017, hvilket medførte massiv omtale i de danske medier med delte meninger og stor debat i offentligheden, især på Facebook. Rundholdt spilles af komiker Anders Matthesen

## Tidlige liv
Som barn havde Rundholdt en hård skoletid med en del mobning, samt undervisere der ikke mente at han ville drive sit liv til noget specielt. Han var tyk som barn og blev drillet med sit navn og bl.a. kaldt for ”Kannik Rundboldt”. Den massive mobning medførte at han måtte skifte skole 3 gange. Han havde oprindeligt planer om at starte sin egen dyrehandel eller en karriere som tv-tilrettelægger.

## Karriere
Rundholdt har altid haft en passion for krybdyr og begyndte at fremvise dem i sine videoer hvilket var en del af sin succes. Rundholdt havde ifølge ham selv 10 kanaler på Youtube, (bla ’’BeautybyJannik’’, ’’Jannikhreadygamingvlogs’’) men de blev alle slettet i forhold til reglerne for håndtering af krybdyr i terrarium, samt videoer, der blev fundet anstødelige og amoralske. Med sin succes så han det som formaning til det danske skolesystem og den måde de formstøber de unge og mangel på værdsættelse af deres potentiale. Hans mest succesfulde videoer til dato er "3 liter mælk på 20 sec challenge" og "Pytonprank i Barnevognen" samt mange af sine parodier. Han har ligeledes gæsteoptrådt i videoer hos nogle af de største danske YouTubere som LouLiving (Louise Bjerre), som han lagde make-up på, samt atleten Brian Mengel Brizze som han udfordrede i diverse fodbolddiscipliner.

## Videoer og fans
Rundholt går meget op i sine fans og anser dem som sin vigtigste grund til at han laver sine videoer. Han er stærk modstander af mobning hvilket kan ses i sin video: "StopHoldOpOgMob (Alle skal være her)".

## Privatliv
Rundholdt er gift. Hans yndlingsmusikgenre er rap og hans yndlingskunstnere er Drake, Die Antwoord samt John Mogensen. Desuden er han veganer fem dage om ugen og går ind for respekt for dyr.

## Juridiske forhold
I forbindelsen med fjernelsen af sine YouTube konto har Rundholdt ligeledes fået polititilhold fra MiniZoo i Hvidovre hvor han har fået forbud mod at købe reptiler.

## Roast til Guldtuben 2017
Den 8. september 2017 udløb hans praktik hos Splay Danmark og det blev annonceret at han skulle være presenter til Guldtuben 2017, hvor han skulle præsentere og overrække den største pris til begivenheden, Årets Youtuber.
Til prisuddelingen i Royal Arena i København den 9. september gjorde Rundholdt grundigt grin med de unge nominerede i form af en såkaldt roast. Indslaget modtog delte meninger på sociale medier, hvor de fleste var positive over nummeret, mens få mente at, det var pinligt og usmageligt. Rundholts roast var en reaktion på sin skuffelse over ikke at have fået et potentielt wild card til prisen han skulle overrække.
Han lagde ud med at kritisere komiker Uffe Holm, der har gjort sin datter Holly til en kendis på de sociale medier ved at kommentere: "Det er meget ungt, lad mig lige sende et shout out til Uffe, årets Instagrammer. Det er fedt at se, at en på 40 også kan vinde. Det beviser, at man behøver ikke være et barn for at have en chance – bare man har et barn", imens Holm ikke så glad ud i salen.
Herefter begyndte hans roast på de nominerede, hvor han startede med 18-årige Astrid Olsen. "Jeg har forsket lidt, Astrid Olsen som laver sådan nogle videoer, hvor hun sidder og laver sin dag i outfits helt stille uden at sige noget. Hun sidder ligesom Chaplin. Hun har også lavet en video, hvor hun snakkede. Og der kunne jeg så pludselig forstå, hvorfor hun plejer at holde kæft. Det er eddermame drøjt at komme igennem", sagde Rundholdt.
Om Julie Sofia, der er YouTuber og deltager i årets 'Vild med dans', sagde han:" Det er jo helt vildt. Starte på YouTube og pludselig står man der i 'Vild med dans'. Det siger en del om, hvor få kendisser vi har tilbage i Danmark", hvorefter han kritiserede hendes skønhedsvideoer og sammenlignede dem med den amerikanske tv-vært og rapper Xzibits tv-show Pimp My Ride.
Han sammenlignede Fie Laursens udseende med Super Mario uden overskæg og refererede til hendes kontroversielle løgne i hendes videoer med: "Jeg synes, du er en smuk pige. Jeg synes, du er en dygtig pige. Jeg synes, du er en pige, der har noget på hjerte. Og fra nu af vil jeg være ærlig". Hvor første del af vittigheden ikke havde nogen bemærkelsesværdig effekt på Laursen, reagerede hun negativt på hvordan Rundtholdt gjorde nar af den kendte bloggers forhold til religion og krystaller og kommenterede efterfølgende: "Jeg synes ikke, det var sjovt, at han blandede religion ind i det ". Hun mente at en komiker som Dan Andersen skulle være hyret i stedet for. Børnelægen Vibeke Manniche støttede dette og mente at karakteren var fejlcastet.
Rundholdts ’ristning’ blev dog forsvaret af en del kendte Youtube, bl.a. Rasmus Brohave og Kristine Sloth. Han fik ligeledes solid opbakning fra blandt andet Youtube-profilen 'Spørg Casper' (Casper Harding), hvor karakteren nærmest grædende i videoen "Lad Jannik Rundholdt være" opfordrede folk til at stoppe med at ytre negative meninger om ”sin ven”.
Matthesen tog selv afstand fra karakterens holdninger og kommentarer og forklarede det med:"Jeg står ikke og lukker mine personlige holdninger ud her. Det er en mand, der ikke har vundet sin Youtube-pris, som han havde håbet. Der bare bliver mega smålig lige pludselig".

## Singler
- Verden går rundt og rundt (som en fidget-spinner) (feat. Stroganoff) (2017)